# Маршалівська сільська рада
Маршалі́вська сільська́ ра́да — колишній орган місцевого самоврядування в Недригайлівському районі Сумської області. Адміністративний центр — село Маршали.

## Загальні відомості
- Населення ради: 447 осіб (станом на 2001 рік)

## Населені пункти
Сільській раді підпорядковані населені пункти:
- с. Маршали
- с. Польове

## Склад ради
Рада складалася з 12 депутатів та голови.
- Голова ради: Дяченко Валентина Іванівна
- Секретар ради: Гасенко Тетяна Андріївна

### Керівний склад попередніх скликань
| Прізвище, ім'я, по батькові | Основні відомості                                   | Дата обрання | Дата звільнення |
| --------------------------- | --------------------------------------------------- | ------------ | --------------- |
| Дяченко Валентина Іванівна  | Сільський голова, 1969 року народження, освіта вища | 26.03.2006   | 31.10.2010      |
| Дяченко Валентина Іванівна  | Сільський голова, 1969 року народження, освіта вища | 31.10.2010   |                 |

Примітка: таблиця складена за даними сайту Верховної Ради України